# 仁烈王后
仁烈王后韓氏（1594年—1635年），本貫清州，西平府院君韓浚謙與贈檜山府夫人昌原黃氏的么女，朝鲜王朝第16代君主仁祖的元妃，第17代君主孝宗的生母。

## 生平
韓氏誕生於宣祖二十七年七月一日，出生後不久喪母。光海君二年（1610年、庚戌年）與綾陽君李倧行嘉禮，初封「淸城縣夫人」；十五年（1623年）光海君被廢黜後，綾陽君即位，冊韓氏為王妃。仁祖十三年十二月五日產下一子，然而此子當日即夭折，導致韓氏傷心過度，加重病情，十二月九日昇遐於昌慶宮麗暉堂，享年四十二歲。群臣上尊諡「仁烈」，至孝宗二年再加上徽號「明德貞順」 ，全稱「明德貞順仁烈王后」。

## 家族
| 关系   | 姓名     | 生卒年         | 备注                                                                                |
| ------ | -------- | -------------- | ----------------------------------------------------------------------------------- |
| 祖父   | 韓孝胤   | 1536年－1580年 | 镜城都护府判官、赠领议政。                                                          |
| 祖母   | 平山申氏 |                |                                                                                     |
| 外祖   | 黄珹     |                | 礼曹佐郎。                                                                          |
| 外祖母 | 牛峯李氏 |                |                                                                                     |
| 伯父   | 韓百謙   | 1552年－1615年 | 户曹参议、赠领议政。                                                                |
| 父     | 韩浚谦   | 1557年－1627年 | 领敦宁府事、西平府院君、文翼公。                                                    |
| 母     | 昌原黄氏 | 1561年－1594年 | 桧山府夫人。                                                                        |
| 庶母   | 全州李氏 |                | 益阳君李怀曾孙，青原君李侃庶女。                                                    |
| 兄     | 韓會一   | 1580年－1642年 | 嘉善大夫、汉城府左尹。                                                              |
| 兄     | 韩昭一   | 早夭           |                                                                                     |
| 姊     | 清州韩氏 |                | 宗簿寺正李幼渊继室。                                                                |
| 姊     | 清州韩氏 | 1586年－1637年 | 适吏曹参判、赠领议政吕尔征（1588年－1656年）。 仁祖十五年江都之难自尽，赠贞敬夫人。 |
| 姊     | 清州韩氏 | 1588年－1637年 | 贞夫人，适郑百昌（1588年－1635年）。 仁祖十五年江都之难自尽。                       |
| 庶妹   | 清州韩氏 | 1612年－1637年 | 县夫人，珍原君李世完（杨原君李憘曾孙）继室。 仁祖十五年江都之难自尽。               |

### 子女
| 称号     | 姓名 | 生卒年         | 备注       |
| -------- | ---- | -------------- | ---------- |
| 昭顯世子 | 李𣳫 | 1612年－1645年 |            |
| 朝鮮孝宗 | 李淏 | 1619年－1659年 |            |
| 麟坪大君 | 李㴭 | 1622年－1658年 |            |
| 龍城大君 | 李滾 | 1624年－1629年 |            |
| 公主     |      | 1626年         | 同年夭折。 |
| 大君     |      | 1628年－1629年 |            |
| 大君     |      | 1635年         | 同年夭折。 |

## 附註
1. ↑  《列聖王妃世譜卷之四》①[永久]②[永久]
2. ↑  《仁烈王后長陵誌》……配曰檜山府夫人黃氏。昌原大族。禮曹佐郞贈參判諱珹之女。以萬曆甲午七月丁丑。生后。生有異質。不妄遊戲。言貌動止。迥異凡兒。生閱月。而黃夫人下世。……
3. ↑  《柳川遺稿年譜》…二十二年甲午 七月初一日。仁烈王后誕生。○八月十三日。夫人因產後病卒。十月。葬于原州陰枝村。…
4. ↑  .   [2013-03-01]. （原始内容存档于2019-02-22）.
5. ↑  .   [2013-03-01]. （原始内容存档于2019-02-22）.
6. ↑  .   [2013-03-01]. （原始内容存档于2019-02-22）.
7. ↑  .   [2013-03-01]. （原始内容存档于2019-02-22）.
8. ↑  《大匡輔國崇祿大夫議政府右議政兼領經筵事監春秋館事韓公諡狀》……議政生二男，長諱百謙，蚤遊閔習靜純之門，沈潛義理，德修行高，以遺逸官戶曹參議贈領議政，世稱久菴先生，俎豆七峯書院。……
9. ↑  《列聖王妃世譜》父浚謙 領敦寧府事西平府院君 贈謚文翼公 嘉靖丁巳生 萬曆己卯中生員壯元進士第七  丙戌登第 天啓丁卯卒 享年七十一 墓在安山大月里
10. ↑  《列聖王妃世譜》母 贈檜山府夫人昌原黃氏 禮曺佐郞珹之女 嘉靖辛酉生 萬曆甲午卒 享年三十四 墓在文翼墓傍
11. ↑  益陽君李懷→荒壤君李壽麟→青原君李侃→李氏
12. ↑  《貞夫人韓氏墓表》……母曰檜山府夫人黃氏，生夫人于萬曆丙戌。……就義於丁丑正月二十五日，……
13. ↑  《領議政雲浦呂公諡狀》……考諱爾徵，吏曹參判贈領議政。妣贈貞敬夫人淸州韓氏，西平府院君浚謙之女。……
14. ↑    - 《貞夫人西原韓氏墓誌》……夫人生萬曆戊子八月二十二日，得壽五十。……
15. ↑  楊原君李憘→咸寧君李壽璿→靈川君李侹→珍原君李世完
16. ↑  .   [2013-03-01]. （原始内容存档于2019-02-22）.
17. ↑  《宗室珍原君神道碑銘》……公凡三娶，朴氏韓氏權氏，皆封縣夫人。……韓氏，西平府院君浚謙女也，生於萬曆壬子。……在江都，虜未及城，欲自裁。公止之曰，舟楫有路，可觀勢也。夫人度其不免，恐不得從容，潛出廚後自縊，家人急救之不及，卽正月二十二日也。……
18. ↑  .   [2013-03-04]. （原始内容存档于2020-04-17）.
19. ↑  .   [2013-03-04]. （原始内容存档于2019-02-22）.
20. ↑  《承政院日記》仁祖4年（1626年）1月20日「藥房啓曰，內殿産室排設時，正月爲始，醫官直宿，可也事，命下矣。今者産月已滿，又過其半，醫官直宿，何以爲之?伏慮哀疚之中，未遑及此，敢稟。答曰，過數日後入直，可也。以禮曹判書金尙容呈辭，傳于趙翼曰，此非當爲呈辭之時，還出給。」
21. ↑  《承政院日記》仁祖4年（1626年）7月15日「藥房提調臣徐渻，副提調臣趙翼啓曰，伏聞新生公主，不意夭歿，仰惟聖上，方在哀疚之中，必切驚悼之懷。臣等不勝憂慮，敢爲問安。答曰，知道。」
22. ↑  《承政院日記》仁祖6年（1628年）12月17日「去夜, 中殿誕生大君。」
23. ↑  《承政院日記》仁祖7年（1629年）8月28日